# Émeutes de mai 1967 en Guadeloupe
Les émeutes de mai 1967 en Guadeloupe sont des émeutes qui commencent le 26 mai 1967 à la suite de grèves consécutives à une agression raciste.
Les trois journées de répression les plus importantes à Pointe-à-Pitre le 26, 27 et 28 mai. Le nombre de victimes est disputé. Un bilan établi par les autorités dans les années 1980 parle de 87 morts tandis que Gladys M. Francis parle de  200 morts.

## Contexte
La Guadeloupe est une île concentrant nombre d'inégalités socio-économiques entre békés et noirs, accentuées par les politiques de transformations sociales relancées par l'État, et mises en exergue dans la période devançant mai 67 par les catastrophes causées par l'ouragan Inès (en),. La Guadeloupe voit également dans les années 60 et la vague de décolonisation du Tiers-monde, une augmentation de l'influence des mouvements et réseaux indépendantistes (AGEG, Gong) qui s'intensifie à la suite de l'indépendance de la Jamaïque (en 1962) et du Guyana (en 1966) dans la région. Cependant aucun groupe n'incarne en 1967 d'unité nationale apte à négocier une hypothétique décolonisation. De plus le gouvernement gaulliste n'est pas prêt à négocier quoi que ce soit de par la position géographique de l'île (proche de Cuba et au cœur de la zone d'influence directe des États Unis) mais aussi par le fait que la Guadeloupe lui est précieuse, elle est en effet un département français depuis 1946. C'est ainsi que ces groupes rentrent  dans le collimateur des « états-majors politiques, administratifs, policiers et militaires » et particulièrement dans celui de Pierre Bolotte, préfet de Guadeloupe.

## Événement déclencheur

### Attaque raciste
Le 20 mars 1967, Vladimir Snarsky, propriétaire blanc d’un grand magasin de chaussures à Basse-Terre, lâche son berger allemand pour chasser Raphaël Balzinc, vieux cordonnier noir et handicapé qui installait son étal en face du commerce,. Le propriétaire blanc, par ailleurs responsable local du parti gaulliste UNR, demande ironiquement à son chien « Dis bonjour au nègre ! ». Cet incident raciste est à l'origine d'émeutes et de grèves à Basse-Terre et Pointe-à-Pitre les jours suivants, si bien que le préfet de l'île, Pierre Bolotte, fait déployer deux escadrons de gendarmerie.

### Grève
Le 24 mai 1967, les ouvriers du bâtiment de Guadeloupe se mettent en grève pour obtenir une augmentation de salaire de 2,5% et la parité en matière de droits sociaux.

## Chronologie

### 26 mai
Le 26 mai vers midi, une foule est rassemblée devant la Chambre de commerce de Pointe-à-Pitre et attend pendant que se déroulent des négociations entre organisations syndicales et représentants du patronat. Vers 12h45, ils apprennent d'un représentant syndical que les négociations sont rompues et un bruit court : le représentant du patronat, Georges Brizzard, aurait dit : « Quand les nègres auront faim, ils reprendront le travail ! ». Des manifestants scandent « Djibouti, Djibouti » pour rappeler les violences qui avaient eu lieu dans cet autre territoire français d’outre-mer, où l’armée française avait tiré à vue sur des manifestants indépendantistes.
Les gendarmes utilisent des grenades lacrymogènes contre des manifestants qui jettent des conques de Lambi, des pierres ou des bouteilles en verre. Déjà dans la matinée du 26 mai, des gendarmes mobiles auraient tiré lors de manifestations violentes de grévistes, faisant plusieurs blessés. Lorsqu'un gendarme essoufflé enlève son casque afin de s'essuyer le front et reçoit un coup violent sur la tête, les gendarmes ouvrent le feu provoquant notamment la mort du dirigeant syndicaliste Jacques Nestor.
Selon les autorités, « les gendarmes mobiles (non, les CRS), après que quelques coups de feu aient été tirés sur eux, devaient riposter pour se dégager ». Un certain nombre d'autres Guadeloupéens seront tués durant les 3 jours d'émeutes qui s'ensuivent[réf. nécessaire].
Les autorités françaises pensent initialement que l'insurrection avait été fomentée par le GONG mais il est apparu après enquête que les émeutes étaient spontanées.

### 28 mai
Les émeutes prennent fin le 28 mai.

## Profils

### Profils des autorités
- Christian Fouchet, ministre de l'Intérieur, ancien Français libre
- Pierre Messmer, ministre des Armées, Compagnon de la Libération
- Pierre Billotte, ministre d’État chargé des départements et territoires d’Outre-Mer, Compagnon de la Libération
- Pierre Bolotte, préfet de la Guadeloupe (à ne pas confondre avec Pierre Billotte)
- Robert Quilichini, général commandant supérieur inter-armées du groupe Antilles-Guyane, Compagnon de la Libération

## Lieux
Les émeutes ont lieu Pointe-à-Pitre.

## Bilan

### Morts parmi les manifestants
Le nombre de victimes est disputé. En 1985, le secrétaire d’État aux DOM-TOM Georges Lemoine parle d'un bilan de 87 victimes, recoupés de plusieurs sources administratives, dont les Renseignements généraux (RG),,, .
Les estimations des historiens varient. Gladys M. Francis estime le nombre de morts entre 80 et 200 morts, une tâche rendue ardue par la destruction d'une partie importante des archives disponibles sur le massacre. L'émission de France 2 Complément d'enquête du 9 mars 2009 parle de « entre 87 et 120 morts ».
Le classement « secret défense » jusqu'en 2017, des documents de l'époque, la peur des représailles ressenties par les familles et la destruction d'archives municipales et hospitalières compliquent la tâche des historiens pour évaluer le nombre de morts.

#### Victimes identifiées avant 2009
Jusqu'à cette date, sept noms de victimes sont généralement cités :
- Jacques Nestor ;
- Zadig Gougougnam ;
- Pincemaille ;
- Camille Taret ;
- Gildas Landré[25] ;
- Tidace ;
- Fengarol[15].

#### Victimes identifiées en 2009
Dans un article du Monde du 26 mai 2009, ces noms sont précisés et complétés :
- Pour Pointe-à-Pitre :
  - Jacques Nestor (nom déjà connu)
  - Ary Pincemaille (nom précisé)
  - Olivier Tidas (au lieu de Tidace)
  - Georges Zadigue-Gougougnan (nom précisé)
  - Emmanuel Angèle Craverie (nouveau nom)
- pour la commune voisine des Abymes :
  - Jules Kancel (nouveau nom)
  - Aimé Landres (au lieu de Gildas Landrée)
  - Camille Taret (nom déjà connu)

Le nom de Fengarol ne figure plus dans cette liste.

#### Bilans d'au moins 87 morts
Certaines sources évoquent un bilan admis en 1985 par le secrétaire d'état chargé des DOM-TOM, Georges Lemoine, de 87 morts,. La députée Christiane Taubira évoque « 100 morts ».
Dans l'émission de France Inter Rendez-vous avec X du 7 mars 2009, Patrick Pesnot et son invité estiment que le bilan de 87 morts est probable et émettent l'hypothèse d'une responsabilité de Jacques Foccart, « Monsieur Antilles ».
L'historien Jean-Pierre Sainton auteur de Mé 67, Mémoire d’un événement, et interviewé dans l'émission de France 2 Complément d'enquête du 9 mars 2009, fait un bilan de « plusieurs dizaines de morts », par recoupements des témoignages. Il montre en outre un télégramme, envoyé par la préfecture au moment des évènements, admettant la possibilité de victimes non déclarées en sus de 7 victimes certaines. Cette même émission révèle que l'enregistrement des déclarations de Georges Lemoine sur RFO Guadeloupe a disparu, mais que ce dernier confirme toujours un bilan de 87 morts. Pourtant l'article du Monde suscité lui fait dire « Le nombre, je ne pense pas l'avoir inventé. On a dû me faire des notes. Mais je n'ai pas le souvenir des documents sur lesquels ils s'appuyaient. »[réf. nécessaire]
En 2016, le gouvernement de Manuel Valls met en place une commission indépendante présidée par l'historien Benjamin Stora, afin de tenter d'éclaircir certains points des évènements. L'historien Jean-Pierre Sainton rapporte que « les historiens de la commission ont eu accès aux archives. Dans leur rapport, ils indiquent qu'aucune archive n'a été constituée ». Le rapport indique en effet que les archives ont « dès le départ été constituées en omettant de rapporter ce qui s'était effectivement passé ». Certaines archives restent classifiées et peuvent le rester encore pendant cinquante ans. Il est clair que pour des raisons idéologiques certains aient tout intérêt à manipuler les chiffres. Il reste que quand quelqu'un décède, des conséquences légales (employeur, notaires, banques, état-civil) sont impliquées, or aucune succession vacante, aucune personne disparue, n'ont été signalées. D'autant plus que dans le climat de revendication consécutif à LKP, les familles qui auraient éventuellement pu, au moment des faits, craindre les réprésailles, auraient par la suite pu s'exprimer. Il est dommage que les historiens locaux n'aient pas abordé cet aspect administratif. 
En 2017, un article de Slate évoque le chiffre de « 7 à 100 morts. ». 

### Bilan du côté des forces de l'ordre
Plus de 30 gendarmes et membres des Compagnies républicaines de sécurité (CRS) auraient été blessés par les manifestants.
Les récits évoquent également la présence des « képis rouges » qui sont en fait les Gendarmes mobiles.

## Postérité

### Historiographie
L'historien Benjamin Stora estime que le massacre a été « ordonné sciemment sur le terrain et approuvé par le gouvernement sous la présidence du général de Gaulle ».

### Mémoire
Après plusieurs manifestations mémorielles, une fresque financée uniquement par les Guadeloupéens et réalisée par Philippe Laurent assisté de Sanmyel (maquette) et de Patrice Saint Léon (volume) est érigée le 26 mai 2007 sur un mur contigu au collège Nestor de Kermadec, rue Dubouchage à Pointe-à-Pitre.
En 2009, Lilian Thuram déclare à propos de la grève générale en Guadeloupe en 2009 : « La Guadeloupe est souvent en avance sur la métropole en matière de conflit social. Si je vous demande ce que vous inspire «mai 67», vous allez me répondre que je me trompe d’une année ou que je ne connais pas l’histoire de France ! ».
En 2014, le gouvernement socialiste demande à une commission d'historiens indépendants de travailler sur ce sujet, ainsi que sur plusieurs autres affaires de répression survenues en Martinique et en Guyane dans les années 1950 et 1960.
Des commémorations ont lieu en 2017, des initiatives étant lancées pour demander l'ouverture des archives et aux témoins de l'époque de faire état de leurs souvenirs. La même année, le 23 mai est intitulée Journée nationale en hommage aux victimes de l'esclavage colonial.

## Dans la culture populaire

### Roman
- Mai 67, de Thomas Cantaloube (Gallimard, la série Noire, 2023) dont l'intrigue traite des émeutes et de leurs conséquences.
- Là où les chiens aboient par la queue, d'Estelle-Sarah Bulle (Liana Levi, 2018)
- Les Rétifs, de Gerty Dambury (Éd. du Manguier, 2012)

### Musique
- Raphaël Zachille, Bel chien en moin, 1967[38]
- Biloute, chanson Mé swasannsèt, album Rékòlt, 2010